# مهرآباد (داراب)
مهرآباد، روستایی در دهستان آبشور بخش فورگ شهرستان داراب در استان فارس ایران است.

## جمعیت
بر پایه سرشماری عمومی نفوس و مسکن در سال ۱۳۹۵، جمعیت این روستا برابر با ۹۵۱ نفر (۲۶۳ خانوار) بوده است.